# Гроссфельде
Гроссфельде (нем. Grossfelde) — упразднённый в 1946 году населённый пункт в Неманском районе Калининградской области России. Вошёл, путём объединения, в посёлок Гудково.

## География
Находился на реке Малая Тыльжа (Малун-Бах на старых картах) двумя кварталами.

## Топоним
До 1938 года ― Гудгаллен (нем. Gudgallen) от литовского Gudgaliai.  В 1938 году название изменено в рамках политики Третьего Рейха по германизации топонимики древнепрусского происхождения. 

## История
Относился к исторической области Надровия.
До 1945 года в составе Восточной Пруссии. С 1945 года в составе СССР.  В 1946 году путём слияния Гроссфельде и Тильзенау (до 1938 года ― Йониенен) был образован посёлок Гудково.

## Транспорт
Возле Гудгаллена находилась железнодорожная платформа